# Hydraecia subrufa
Hydraecia subrufa är en fjärilsart som beskrevs av Lucas 1930. Hydraecia subrufa ingår i släktet Hydraecia och familjen nattflyn. Inga underarter finns listade i Catalogue of Life.